# Comuna Petrijanec, Varaždin
Petrijanec este o comună în cantonul Varaždin, Croația, având o populație de 4.812 locuitori (2011).

## Demografie
Componența etnică a comunei Petrijanec
     Croați (91,54%)
     Romi (7,88%)
     Necunoscut (0,12%)
     Neclasificat (0,37%)
Componența confesională a comunei Petrijanec
     Catolici (98,44%)
     Necunoscută (0,83%)
     Alte religii (0,73%)
Conform recensământului din 2011, comuna Petrijanec avea 4.812 locuitori. Din punct de vedere etnic, majoritatea locuitorilor (91,54%) erau croați, cu o minoritate de romi (7,88%). Apartenența etnică nu este cunoscută în cazul a 0,12% din locuitori. Din punct de vedere confesional, majoritatea locuitorilor (98,44%) erau catolici. Pentru 0,83% din locuitori nu este cunoscută apartenența confesională.